# Экономическая география России
Россия — самая крупная по территории страна мира.

## Климат
| Страна    | Температура, °C | Примечания |
| --------- | --------------- | --- |
| Россия    | -5,5            | Близость Арктики, на северо-западе—Гольфстрим и теплые океанические ветра, на юге — почти незамерзающие Черное и Каспийское моря, города расположены на западе, в Европейской части России и юге страны |
| Канада    | -5,6            | Города расположены только на юге и около океанов (где от 0 °C до +10 °C) |
| Финляндия | +2              | Гольфстрим, теплые океанические ветра |

Россия — одна из самых холодных стран мира. Примерно 70 % её территории (около 12 Мм²) имеют официальный статус районов Крайнего Севера. Среднегодовая температура населённых мест — минус 5,5°C. В Сибири среднегодовая температура намного ниже, в Якутии находится материковый полюс холода Северного полушария Земли. Вообще, в Евразии климатические пояса расположены своеобразно — температура понижается не с юга на север, а с запада на восток.

### Капитальное строительство
Обширные пространства России способствуют развёртыванию крупномасштабного строительства. Однако стоимость строительства в России высокая из-за следующих факторов:
- Для безопасного жилья необходимо, чтобы фундамент залегал ниже глубины промерзания почвы, сама же глубина промерзания напрямую зависит от средней температуры, то в России требуется закладывать самые глубокие фундаменты. В России в районе Москвы глубина залегания фундамента доходит до 170 см.
- Инженерные коммуникации, такие как водопровод и канализация, во избежание зимних повреждений также углубляют ниже глубины промерзания.
- Такие объекты инфраструктуры, как дороги, обходятся России довольно дорого. Существуют исследования ученых, показывающих, что ни одно, даже самое лучшее асфальтовое покрытие не выдержит больших колебаний температуры. Слишком часто повторяющиеся циклы «трещина > попадание воды > замерзание воды > расширение трещины» способно быстро разрушать любые, даже скальные породы.

## Ресурсы
Богатство страны зависит не только от её природных ресурсов — свидетельством тому экономическое лидерство чрезвычайно бедной ресурсами Японии и относительно бедной ресурсами Западной Европы.
Разведанные запасы многих видов минерального сырья в России весьма велики, и можно рассчитывать на их дальнейшее увеличение за счёт открытия новых месторождений, поскольку геологическая изученность территории России далека от полноты.

### Нефть
Несмотря на то, что Россия занимает 8-е место по разведанным запасам нефти, она занимает 1-е место в мире по экспорту нефти. Большая часть добытой сырой нефти сразу идёт за границу. Крупнейшим потребителем нефтепродуктов как в России, так и в мире является автомобильный транспорт.
Бо́льшая часть ещё не исчерпанных месторождений находятся в Сибири и Якутии, в достаточном удалении от построенных еще в Советские времена трубопроводов и ж/д путей. Шельфовые месторождения, такие как Сахалин, ресурсы которых можно доставлять танкерами, разрабатываются компаниями на условиях СРП — соглашения о разделе продукции.
Часть сибирских месторождений даёт низкокачественную, тяжёлую и вязкую нефть. Для транспортировки в зимний период её нужно подогревать. В трубопроводах сибирскую низкокачественную смесь смешивают с высококачественной каспийской (получая так называемую смесь Urals, которая всегда до 10 % дешевле высококачественных смесей типа Brent).

### Газ
Россия располагает крупнейшими в мире запасами природного газа (40  % всех разведанных  запасов Земли). Газовая промышленность в России - наиболее стабильно работающая отрасль ТЭК. Это связано с тем, что крупнейшие месторождения природного газа (Уренгойское, Медвежье, Ямбургское ) находятся в Ямало-Ненецком автономном округе, где добывается около 90% всего российского газа. Они были открыты в 1980-х гг. и эксплуатируются недавно, именно с этим связана столь большая добыча газа в этом регионе.

### Уголь
России принадлежит больше половины мировых запасов каменного и бурого угля. Однако самые перспективные угольные бассейны (Печорский, Кузнецкий, Канско-Ачинский, Тунгусский, Ленский) находятся на Севере и в Сибири, вдали от главных потребителей.

### Торф
В болотах как европейской части России, так и Сибири , очень велики запасы торфа. Однако в настоящее время этот вид топлива считается невыгодным.

### Лес
В России очень велики запасы древесины.
Также Россия использует очень незначительную часть добытого сырья, а то что вырубают, в основном продают другим странам.

### Трудоспособное население
Население России, согласно предварительным итогам Всероссийской переписи населения 2010 г. — 142905,2 тыс.чел., в том числе городское население - 105318,0 тыс. чел., сельское население - 37587,2 тыс. чел. (73,7% и 26,3% соответственно)  Архивировано 3 августа 2012 года.. 
Основные проблемы в России, странах Западной и Восточной Европы — демографическая ситуация, причем в Западной Европе население стареет значительно быстрее населения России.
Средняя зарплата в России, по данным Росстата, примерно составляла:
в 2005 году — 350 долларов США,
в 2006 году — 400 долларов США,
в 2007 году — 500 долларов США,
в 2008 году — 630 долларов США.

### Транспорт

#### Водный
- В России несколько незамерзающих портов: это Мурманск, Махачкала, Находка, Новороссийск, Сахалинская область (Холмск, Невельск, Корсаков) и связанный морским, железнодорожным, автотранспортным и авиасообщением Калининград.
- Все российские реки, за исключением крайнего юга, замерзают на период от одного до пяти месяцев, что позволяет их использовать в ряде сибирских регионов в качестве путей для различного транспорта.

В силу сезонного ритма, по сравнению с рядом стран, в России перевозка водным транспортом дорогая. Тем не менее применение ледоколов, хотя и сильно повышает затраты, но обеспечивает круглогодичную работу и замерзающих портов; появление атомных ледоколов сделало возможной круглогодичную навигацию даже на Северном морском пути.

#### Железнодорожный транспорт
Стабильный и надёжный транспорт в России — железнодорожный. Разрешённая нагрузка на ось в России на 30 % меньше чем в США, это означает, что груз перевозить дороже, но строительство путей обходится дешевле.
В целом же из-за массовости перевозок в России себестоимость одного тонно-километра самая низкая в мире.

### Гидроэнергетические ресурсы
Потенциал крупных и средних рек составляет: 2400 млрд кВтч/год, или 83% от общего гидропотенциала. Неиспользованные гидроресурсы России значительны у сибирских и дальневосточных рек, которые, однако, достаточно удалены от потребителей и сложны для освоения. При этом, в России значительный потенциал для развития малой гидроэнергетики, который составляет: 371,83 млрд. кВтч/год.

### Атомная энергия
Россия обладает технологией атомной энергетики полного цикла: от добычи урановых руд до выработки электроэнергии; обладает значительными разведанными запасами руд, а также запасами в оружейном виде.
На апрель 2017 года в России, на 10 действующих АЭС, эксплуатировалось 35 энергоблоков общей мощностью 27 914,30 МВт, из них 18 реакторов с водой под давлением — 12 ВВЭР-1000 (11 блоков 1000 МВт и 1 блок 1100 МВт), 1 ВВЭР-1200 (1200 МВт), 5 ВВЭР-440 (4 блока 440 МВт и 1 блок 417 МВт); 15 канальных кипящих реакторов — 11 РБМК-1000 (1000 МВт каждый) и 4 ЭГП-6 (12 МВт каждый); 2 реактора на быстрых нейтронах — БН-600 (600 МВт) и БН-800 (880 МВт).

### Альтернативные источники энергии
- Количество пасмурных дней в году больше чем солнечных — это означает, что больше половины времени гелиоэлектростанция будет простаивать.
- Россия принимает участие в строительстве международного токамака ИТЭР.
- Технический потенциал ветровой энергии России оценивается свыше 50 000 миллиардов кВт·ч/год. Экономический потенциал составляет примерно 260 млрд кВт·ч/год, то есть около 30 процентов производства электроэнергии всеми электростанциями России

## Общая оценка инвестиционной привлекательности
Производство в России усложняется дополнительными расходами из-за холодного климата. При прочих равных условиях, в ряде отраслей, продукция оказывается более дорогой, а значит, менее конкурентоспособной. В ряде случаев эти дополнительные расходы могут быть более чем скомпенсированы — например, в случае материало- и энергоёмкого производства, если оно расположено рядом с источниками сырья и энергии.